# Die Radiofamilie
Die Radiofamilie war eine österreichische Radio-Seifenoper, die vom 2. Februar 1952 an mehr als acht Jahre lang, bis zum 25. Juni 1960, ausgestrahlt wurde. Sie lief in 351 halbstündigen Folgen auf dem US-amerikanischen Besatzungssender Rot-Weiß-Rot und von 1955 an im Österreichischen Rundfunk.

## Geschichte
Entwickelt wurde die Sendereihe von Jörg Mauthe und Peter Weiser, die als ständige Autoren tätig waren und das „Script Department“ des Senders Rot-Weiß-Rot bildeten; Regie führte Walter Davy. An der im Herbst 1951 konzipierten populären Serie wirkte bis zum Sommer 1953, als sie nach Rom übersiedelte, die 1951 zum Sender gekommene Ingeborg Bachmann als Autorin mit: Von ihr stammten 11 Sendemanuskripte, je zwei weitere sind Gemeinschaftsarbeiten Bachmanns mit Mauthe bzw. Weiser. (Bachmann hat über diese Tätigkeit nie gesprochen und ihre Beiträge auch nicht in ihr Werkverzeichnis aufgenommen. Von Mauthe, 1986 gestorben, sind dazu ebenfalls keine Äußerungen bekannt; Weiser hat Bachmanns Mitarbeit von den 1990er Jahren an erwähnt.)
In der subtil zu Liberalität und Demokratie erziehenden Sendung wurde vordergründig der Alltag der bürgerlichen Wiener Familie Floriani in der fiktiven „Taubengasse“ unweit der am zentrumsseitigen Rand des bürgerlichen Bezirks Josefstadt bestehenden Landesgerichtsstraße dargestellt. (Beim dortigen Landesgericht für Strafsachen Wien besteht eine Florianigasse, die als Vorlage für den Familiennamen gedient haben könnte.)
Ständige „Familienmitglieder“ waren
- Hans Thimig als Dr. Hans Floriani, Oberlandesgerichtsrat (in der NS-Zeit außer Dienst gestellt),[2]
- Vilma Degischer als seine Ehefrau Vilma, Tochter eines k.u.k. Offiziers aus Kroatien,
- Helli Servi als anfangs 16-jährige Hanni, später Helli, Tochter von Hans und Vilma, Gymnasiastin, und
- Wolf Harranth als anfangs 12-jähriger Peter, später Wolferl, Sohn von Hans und Vilma, Gymnasiast,
- Guido Wieland als „Onkel Guido“ Floriani, in Purkersdorf, heute ein westlicher Vorort Wiens, auf dem Land lebender Halbbruder von Hans Floriani, in der NS-Zeit Anhänger Hitlers,
- Elisabeth Markus als „Tante Liesl“, Ehefrau Guidos.

Weiters wirkten mit:
- Peter Gerhard als Erzähler, der jede Sendung einbegleitete, aber nicht Teil der Handlung wurde,
- Rosl Dorena als Haushälterin Maria Gamsbartl,
- Alfred Böhm als Hausmeistersohn Holzinger, Freund von Wolferl Floriani.

Auf Grund des großen Erfolgs der ersten Sendungen wurde der Senderhythmus am 30. August 1952 von zweiwöchentlich auf wöchentlich umgestellt. Ausgestrahlt wurden die Sendungen jeweils an Samstagabenden.
Die Typoskripte fast aller Sendungen fanden sich Ende der 1990er Jahre im Nachlass Jörg Mauthes, der seit 2008 von der Wienbibliothek im Rathaus, Abteilung Handschriftensammlung, aufbewahrt wird.  

## Nachruhm
1958 griff der Österreichische Rundfunk mit der monatlichen Serie Familie Leitner das Konzept der Radiofamilie für das Fernsehen auf.
2011 rückte Familie Floriani wieder ins Interesse der Öffentlichkeit, als durch eine Buchpublikation breiteren Kreisen bekannt wurde, dass Ingeborg Bachmann mehrere Folgen der Serie verfasst hat. Unter dem Titel Ingeborg Bachmann: Die Radiofamilie veröffentlichte der Suhrkamp Verlag die vom US-amerikanischen Germanisten und Historiker Joseph McVeigh sorgfältig edierten und kommentierten Manuskripte. McVeigh hatte, wie er schrieb, bereits im Jahr 2000 mit Peter Weiser über die Entstehung der Sendung und die Arbeitsweise des Autorenteams gesprochen.
2013 brachte das Volkstheater Wien in seinen Spielstätten in den Bezirken von Ingeborg Bachmann verfasste Radiofamilie-Folgen auf die Bühne.